# Necessary Roughness (album de The Lady of Rage)
Pour les articles homonymes, voir Necessary Roughness.
Albums de The Lady of Rage
Va 2 L.A.
(2005)
Necessary Roughness est le premier album studio de The Lady of Rage, sorti le 24 juin 1997.
L'album s'est classé 7e au Top R&B/Hip-Hop Albums et 32e au Billboard 200.

## Liste des titres
| No  | Titre                                                         | Contient un (des) sample(s) de                                                                                                 | Durée |
| --- | ------------------------------------------------------------- | --- | ----- |
| 1.  | Riot (Intro)                                                  | | 2:52  |
| 2.  | Necessary Roughness                                           | | 4:45  |
| 3.  | Big Bad Lady (featuring 2Pac et Kevin Vernando)               | | 5:12  |
| 4.  | Sho' Shot                                                     | | 4:28  |
| 5.  | No Shorts                                                     | | 4:00  |
| 6.  | Get With Da Wickedness (Flow Like That) Remix                 | | 5:04  |
| 7.  | Raw Deal                                                      | | 5:27  |
| 8.  | Breakdown                                                     | Mind Power de James Brown For All My Niggerz & Bitches de Snoop Dogg featuring Tha Dogg Pound, The Lady of Rage et Lil' ½ Dead | 4:33  |
| 9.  | Rough, Rugged and Raw (featuring Snoop Dogg et Daz Dillinger) | | 4:05  |
| 10. | Super Supreme                                                 | It's Never Too Late de Janne Schaffer                                                                                          | 4:18  |
| 11. | Some Shit                                                     | Main Squeeze de Quincy Jones                                                                                                   | 3:09  |
| 12. | Microphone Pon Cok (featuring Madd 1)                         | Don't Explain de Charles McPherson It's Like That (My Big Brother) de Redman featuring K-Solo                                  | 4:15  |
| 13. | Get With Da Wickedness (Flow Like That)                       | | 3:59  |
| 14. | Confessions                                                   | | 5:37  |